# Сачхерська школа гірської підготовки
Сачхерська школа гірської підготовки (груз. საჩხერის სამთო მომზადების სკოლა) — тренувальний центр з гірської підготовки у Грузії, розташований біля міста Сачхере у західній частині країни. Заснований 14 серпня 2006 року, використовується Командуванням бойової підготовки Об'єднаного штабу Збройних сил Грузії.
Сачхерська школа гірської підготовки була створена на базі 16-го Гірського батальйону, попередник якого, Сачхерський батальйон, був однією з перших частин Національної гвардії створених у Грузії під час боротьби за незалежність від Радянського Союзу у 1991 році. Засновник та командир батальйону, Віссаріон Кутателадзе, відігравав важливу роль у грузинській громадянській війні і був убитий у сутичці з російськими загонами у Ґорі у червні 1992 року.
Школа була створена за допомогою Сполучених Штатів та Франції. Франція також забезпечила інструкторів для навчання грузинських офіцерів. У 2010 році, в рамках співпраці Грузія — НАТО, школа була визначена, як тренувальний та навчальний центр програми Партнерство заради миру.
На початку серпня 2021 року військові з України закінчили 4-тижневий курс у Сачхерській школі гірської підготовки імені полковника Бесика Кутателадзе в Грузії. 